# The Logical Structure of Linguistic Theory
The Logical Structure of Linguistic Theory ou LSLT é um importante trabalho em linguística escrito por Noam Chomsky em 1955 e publicado vinte anos depois, em 1975. Em 1955, Chomsky submeteu parte deste livro em sua tese de doutorado intitulada Transformational Analysis, expondo suas ideias iniciais sobre gramática transformacional. Sua tese foi bastante celebrada, e o autor chegou a tentar publicá-la na MIT's Technology Press, editora do Instituto de Tecnologia de Massachusetts, que recusou; assim, duas décadas a frente a Springer Science+Business Media lançou o conteúdo integralmente.